# Roberto Vallone
Roberto Vallone (Galatina, 28 giugno 1915 – Galatina, 21 giugno 2001) è stato un pilota automobilistico italiano.

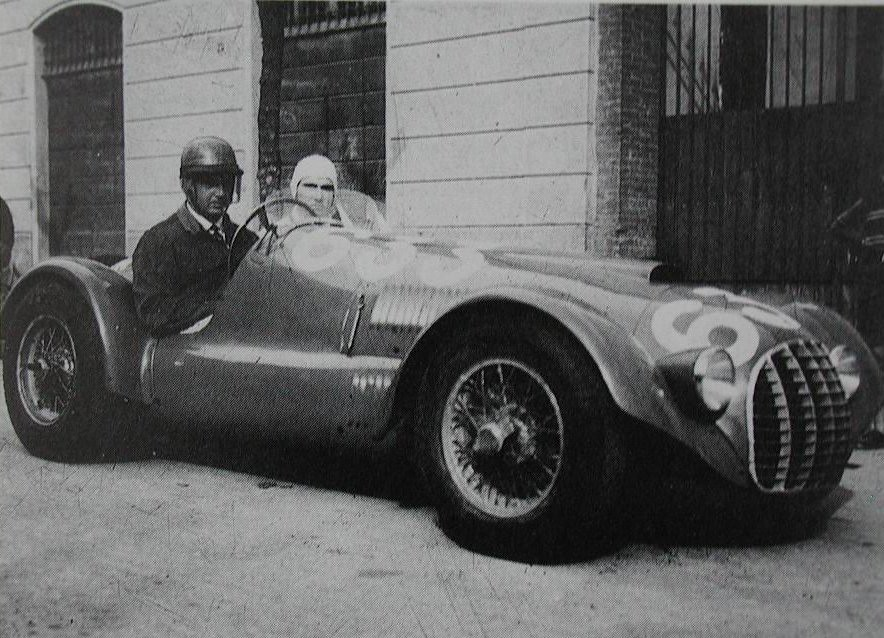
Vallone al volante della Ferrari 166 SC con il copilota Sergio Sighinolfi alla Mille Miglia 1949

Partecipò a 13 gare di auto sportive (con 12 partenze) tra il 1947 e il 1953, principalmente su una Stanguellini S1500 e Ferrari 166 a cui partecipò come privato. La sua migliore stagione fu il 1949, quando vinse tre gare (il Gran Premio di Napoli, il Giro dell'Umbria e la Coppa d'Oro delle Dolomiti) in quattro settimane.
Vallone partecipò anche a due gare di Formula 1 non valevoli per il campionato (il Gran Premio di San Remo nel 1949 e il V Gran Premio di Sanremo) nel 1950. Ha anche partecipato a un evento di Formula Libre e una gara di Formula 2.
Prima della sua carriera nell'automobilismo, ebbe un breve periodo in politica nella sua natia Puglia, quando era sindaco di Nardò. Sua moglie era l'artista Carla Lavatelli.

## Risultati
| Anno | Giorno    | Gara                                      | Circuito                             | Partecipante     | Macchina                 | Copilota/i                                                                   | Risultato |
| ---- | --------- | ----------------------------------------- | ------------------------------------ | ---------------- | ------------------------ | ---------------------------------------------------------------------------- | --------- |
| 1947 | 13 Aprile | Gran Premio di San Remo 1947              | Circuito di Ospedaletti              | -                | -                        | -                                                                            | DNS       |
| 1948 | 29 Giugno | Giro dell'Umbria                          | -                                    | Roberto Vallone  | Stanguellini S1500       | -                                                                            | DNF       |
| 1948 | 11 Luglio | Coppa d'Oro delle Dolomiti                | -                                    | Roberto Vallone  | Stanguellini S1500       | -                                                                            | 10°       |
| 1948 | 15 Agosto | Gran Premio di Pescara                    | Circuito di Pescara                  | -                | Stanguellini S1500       | -                                                                            | DNF       |
| 1949 | 20 Marzo  | Targa Florio                              | Grande Circuito Madonie/Gran Messina | -                | Ferrari 166 SC           | Sergio Sighinolfi                                                            | DNF       |
| 1949 | 3 Aprile  | Gran Premio di San Remo 1949 (Formula 1)  | Circuito di Ospedaletti              | Scuderia Lazio   | Ferrari 166 Inter        | -                                                                            | 8°        |
| 1949 | 24 Aprile | Mille Miglia                              | Brescia-Roma-Brescia                 | -                | Ferrari 166 SC           | Sergio Sighinolfi                                                            | DNF       |
| 1949 | 14 Maggio | 1949 Marseille Grand Prix (Formula Libre) | Avenue du Prado                      | Scuderia Lazio   | Ferrari 166 Inter        | -                                                                            | 8°        |
| 1949 | 19 Giugno | Gran Premio di Napoli                     | Posillipo Park                       | -                | Ferrari 166 SC           | -                                                                            | 1°        |
| 1949 | 29 Giugno | Giro dell'Umbria                          | -                                    | -                | Ferrari 166 SC           | Franco Meloni                                                                | 1°        |
| 1949 | 17 Luglio | Coppa d'Oro delle Dolomiti                | -                                    | Roberto Vallone  | Ferrari 166 SC           | Franco Meloni                                                                | 1°        |
| 1949 | 15 Agosto | Gran Premio di Pescara                    | Circuito di Pescara                  | Roberto Vallone  | Ferrari 166 SC           | -                                                                            | 2°        |
| 1950 | 19 Marzo  | 1950 Marseille Grand Prix (Formula 2)     | Avenue du Prado                      | Scuderia Ferrari | Ferrari 166 F2/50        | Gigi Villoresi Alberto Ascari Giovanni Bracco                                | 9°        |
| 1950 | 16 Aprile | Gran Premio di San Remo 1950 (Formula 1)  | Circuito di Ospedaletti              | Scuderia Ferrari | Ferrari 166 F2           | Gigi Villoresi Alberto Ascari Giovanni Bracco Dorino Serafini Raymond Sommer | 4°        |
| 1950 | 11 Giugno | Gran Premio di Roma                       | Terme di Caracalla                   | -                | Ferrari                  | -                                                                            | 3°        |
| 1951 | 29 Aprile | Mille Miglia                              | Brescia-Roma-Brescia                 | -                | Lancia Aurelia           | Franco Meloni                                                                | 25°       |
| 1953 | 26 Aprile | Mille Miglia                              | Brescia-Roma-Brescia                 | -                | Ferrari-Abarth 166 MM/53 | Michelangelo Leonardi                                                        | DNF       |